# Diaphorus intactus
Diaphorus intactus är en tvåvingeart som beskrevs av Becker 1922. Diaphorus intactus ingår i släktet Diaphorus och familjen styltflugor. Inga underarter finns listade i Catalogue of Life.